# Migracja ludności
| ponad 50% | od 20% do 50% | od 10% do 20% | od 4% do 10% | od 1% do 4% | poniżej 1% | brak danych |

Państwa według udziału imigrantów w ogóle populacji:

Migracja ludności – zmiana miejsca zamieszkania lub czasowego pobytu, czasem także rozumiana jako zmiana społeczności, w której funkcjonuje dana osoba.
Migracje ludności (a także zwierząt) są procesem naturalnym, który miał miejsce od początku istnienia gatunku ludzkiego. Przemieszczanie się ludności bywa też często sztucznie wywoływane w ramach konfliktów militarnych. Występowało we wszystkich czasach. Migrację wywołują kryzysy gospodarcze (migracje ekonomiczne), polityczne (migracje polityczne) lub są wywoływane militarnie w ramach „broni demograficznej”.
Powiązanym zjawiskiem są migracje wewnętrzne ze wsi do miast.

## Rodzaje migracji
Migracje można podzielić ze względu na:
- zasięg:
  - migracje wewnętrzne – przemieszczanie się ludności w granicach państwa[9],
  - migracje zewnętrzne – przemieszczanie się ludności z jednej jednostki administracyjnej lub politycznej do innej.
- czas trwania:
  - czasowe, w tym sezonowe i wahadłowe,
  - trwałe.
- cel:
  - turystyka,
  - lecznictwo,
  - pielgrzymki[potrzebny przypis],
  - zarobki,

- formy migracji:
  - emigracja – wyjazd,
  - imigracja – przyjazd,
  - reemigracja – powrót z migracji[10],
  - uchodźstwo – ucieczka,

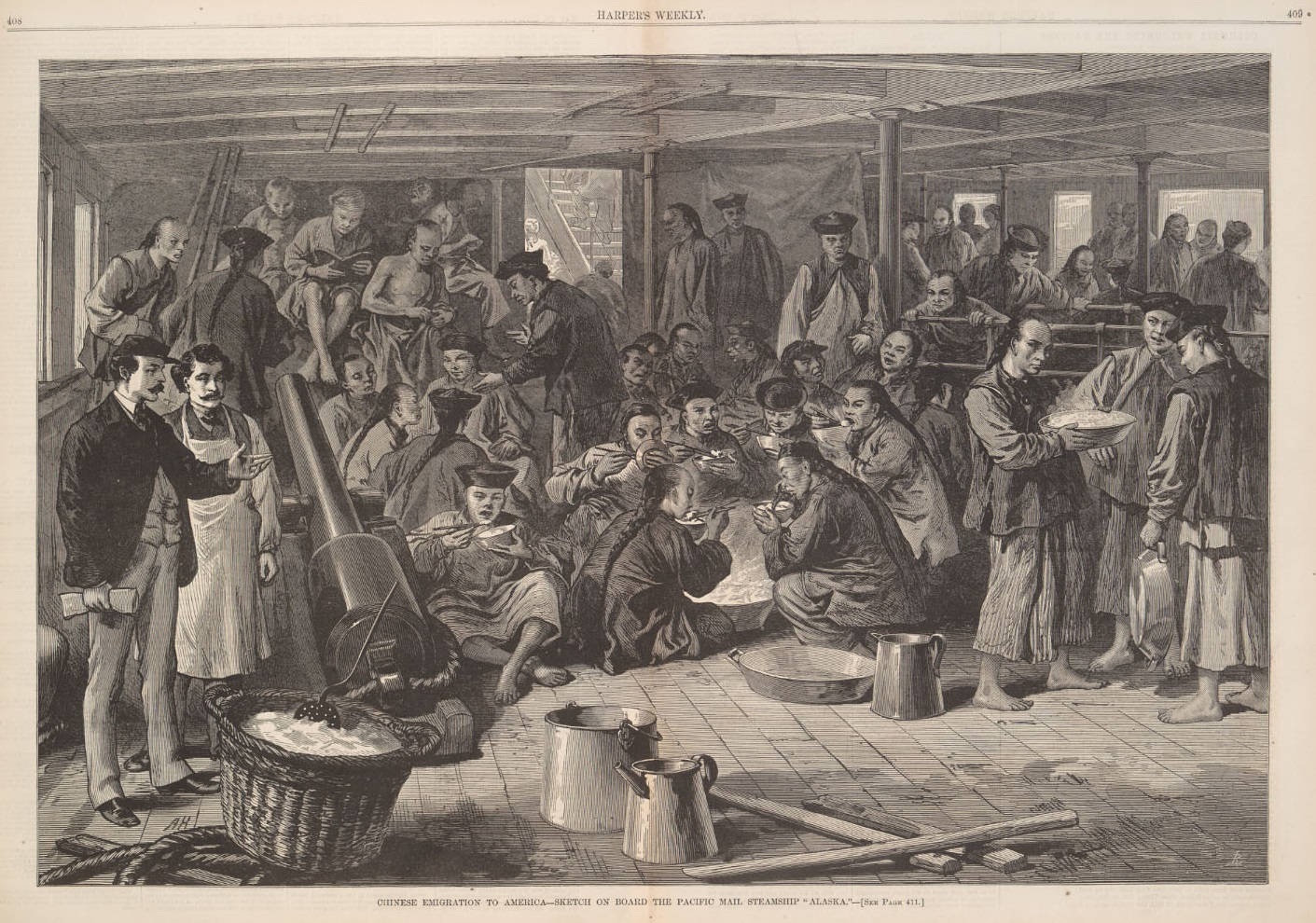
Chińska emigracja do USA

  - ewakuacja – zorganizowana przez państwo w celu uniknięcia spodziewanego zagrożenia,
  - repatriacja – powrót obywateli z obcego terytorium zorganizowany przez ich państwo,
  - przesiedlenie (transfer) – przesiedlenie obywateli danego państwa w ramach jego granicy, na przykład Wymiana ludności między Grecją i Turcją,
  - deportacja – przymusowe przesiedlenie danej osoby lub grupy osób na peryferie danego państwa lub poza jego granice

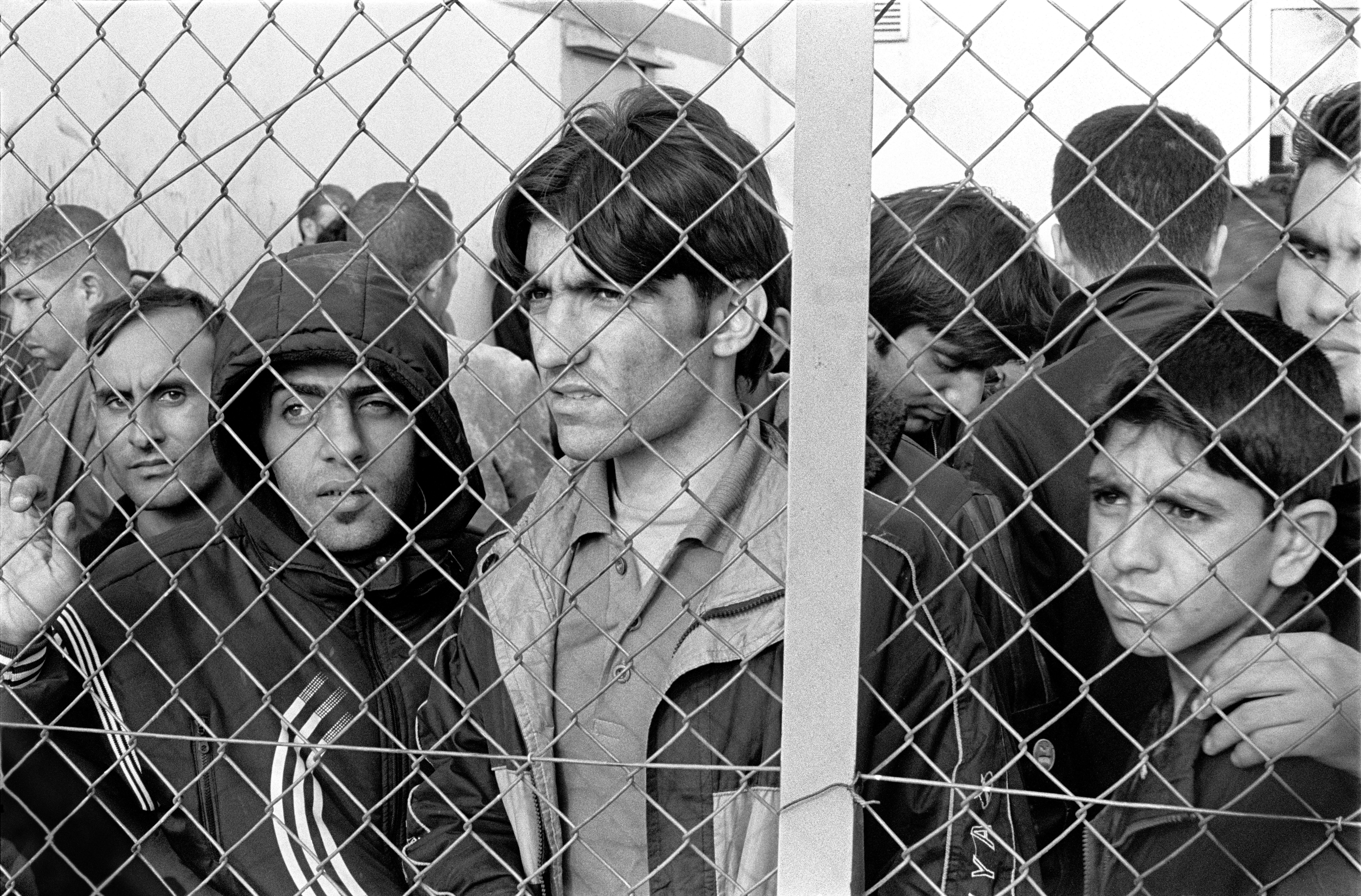
Aresztowani migranci w ośrodku zatrzymań Fylakio, Ewros w Grecji, 9 października 2010

## Mobilność ludności
Mobilność ludności, czyli skłonność do zmiany miejsca zamieszkania wykazuje znaczne różnice. Do najwyższych należy mobilność ludności w Stanach Zjednoczonych, niższa jest w Europie Zachodniej, a bardzo niska w Polsce.
Duża mobilność ludności przyczynia się do zmniejszenia różnic społecznych i ekonomicznych pomiędzy regionami. Jest też bardzo korzystna z ekonomicznego punktu widzenia i przyczynia się do zmniejszenia bezrobocia o wyraźnej strukturze regionalnej.

### Czynniki wpływające na migracje
Przy analizie zjawiska migracji bierze się pod uwagę dwie grupy czynników wpływających na nie:
- czynniki wypychające – wywołują chęć opuszczenia danego miejsca,
- czynniki przyciągające – dają jakąś alternatywę i skłaniają do przyjazdu do danego miejsca.

Migracja natrafia jednak na pewne przeszkody, które stanowią główne przyczyny małej mobilności ludności. Należą do nich:
- bariery polityczne – prawdopodobnie główna przyczyna niskiej mobilności ludności w skali świata,
- bariery językowe – jedna z głównych przyczyn niskiego poziomu migracji międzynarodowej w Unii Europejskiej i na innych obszarach bez barier politycznych,
- bariery kulturowe,
- bariery infrastrukturalne – np. słaby rozwój mieszkalnictwa (ważne w Polsce).

## Modele migracji
Istnieją różne modele migracji. Po 1945 roku zostały wyróżnione cztery najważniejsze:
- Klasyczny model migracji – pomimo pewnych limitów ilościowych, migrantów generalnie zachęca się do przyjazdu, gwarantuje się im obywatelstwo. Ta kategoria dotyczy tak zwanych „narodów imigrantów”, a więc USA, Kanady, Australii.
- Kolonialny model migracji – dotyczy dawnych imperiów kolonialnych, głównie Wielkiej Brytanii i Francji. Zakłada on faworyzowanie imigrantów z dawnych kolonii kosztem tych z innych krajów.
- Model gastarbeiterów – zakłada politykę przyjmowania imigrantów jako pracowników na określony czas, bez udzielania im obywatelstwa (nawet pomimo długotrwałego pobytu w kraju). Przykładem są tu Niemcy, Szwajcaria i Belgia.
- Imigracja nielegalna – samowolne przekraczanie granicy bądź też pozostawanie w kraju przyjazdu po upływie terminu, np. wizy turystycznej.

## Historyczne przykłady migracji
Uważa się, że Indianie amerykańscy przybyli z Azji, przekraczając Cieśninę Beringa. Celtowie z dorzecza górnego Renu i Dunaju w I tysiącleciu p.n.e. rozprzestrzenili się po całej Europie. Czasami migracje były wymuszone. Murzyni z Afryki w XVII i XVIII wieku byli porywani jako niewolnicy przez Europejczyków do Ameryki Północnej. W XIX wieku migracje Europejczyków uciekających przed biedą zaludniły Kanadę i Stany Zjednoczone. 

## Zdrowotne aspekty migracji
Migracja może być przyczyną sytuacji stresowych, wpływających na stan zdrowia i wymagających podejmowania zróżnicowanych strategii obronnych organizmu.

## Nowe tendencje w migracji
Na podstawie analiz tendencji migracyjnych, Stephen Castles wyróżnił cztery tendencje, które będą kształtowały wzory migracji w najbliższym czasie:
- Nasilenie – migracje będą liczniejsze niż kiedykolwiek przedtem;
- Zróżnicowanie – brak możliwości określenia konkretnych fal migracji (np. emigracja zarobkowa), imigranci będą należeć do bardzo różnych grup społecznych i etnicznych;
- Globalizacja – migracje stopniowo obejmą cały świat, wiele krajów będzie źródłem i celem migrantów;
- Feminizacja – większość migrantów będą stanowiły kobiety.

## Migracje łańcuchowe
Występują także tzw. migracje łańcuchowe. Okazuje się, że migranci z danego państwa, regionu czy miejscowości mają tendencję do skupiania się w tych samych miejscach w krajach docelowych migracji. Wynika to z dostępu do informacji wśród migrantów oraz potrzeby zapewnienia sobie poczucia bezpieczeństwa poprzez życie w jednej wspólnocie.

## Nowa migracja
Pod pojęciem „nowej migracji” kryje się zmiana wzorców migracji w Europie, która jest wynikiem zakończenia zimnej wojny, zakończenia konfliktów na terenie byłej Jugosławii i pogłębiania integracji europejskiej.

## Migracje zarobkowe
Migracja zarobkowa (także, emigracja zarobkowa) zachodzi wtedy, gdy powodem wyjazdu (opuszczenia) kraju ojczystego są względy ekonomiczne. Migracje zarobkowe stają się dominującymi migracjami w Europie. Na rzecz migracji powodowanych kryterium zarobkowym, pierwsze miejsce utraciły emigracje polityczne i klasyczne.

## Migracja w prawie międzynarodowym
Ratyfikacja
     Podpisane bez ratyfikacji

Strony Konwencji o Ochronie Praw Migrantów:
Ratyfikacja
Podpisane bez ratyfikacji

18 grudnia 1990 r. rezolucją 45/158 została uchwalona przez Zgromadzenie Ogólne ONZ Międzynarodowa Konwencja o Ochronie Praw Wszystkich Pracowników – Migrantów i Członków Ich Rodzin. Weszła w życie 1 lipca 2003 r. po uzyskaniu 20 ratyfikacji. Należy do niej 56 państw. Depozytariuszem jest Sekretarz Generalny Organizacji Narodów Zjednoczonych (art. 93).
Konwencja wzorowana jest na Powszechnej Deklaracji Praw Człowieka i Międzynarodowych Paktów Praw Człowieka.
Migrujący pracownicy i członkowie ich rodzin mogą opuścić jakikolwiek kraj, również kraj ich pochodzenia, mają również prawo powrotu do swego kraju (art. 8). Zakazane są tortury (art. 10), praca przymusowa dopuszczalna tylko w takim zakresie w jakim jest to uzasadnione np. z wyroku sądu czy z powodu walki z klęską żywiołową (art. 11). Gwarantowana jest wolność wyznania (art. 12) i opinii (art. 13) z ograniczeniami wyrażania uzasadnianymi koniecznością ochrony bezpieczeństwa, porządku, zdrowia i moralności publicznej lub wolności i praw innych osób. Migranci mają prawo do prywatności (art. 14), własności (art. 15), wolności i bezpieczeństwa osobistego (art. 16). Zabronione są pozbawienie wolności z powodu niedopełnienia obowiązków wynikających z umowy o pracę (art. 20) i zbiorowe wydalenia (art. 22).
Normy prawne chroniące migrantów znajdują się także w Konwencji MOP Nr 97 z 1949 oraz Konwencji nr 143 z 1975. Zabroniona jest dyskryminacja migrantów z powodu narodowości, rasy, religii lub płci. Legalni migranci mają prawo do wynagrodzenia, łącznie z zasiłkami rodzinnymi, urlopu, czasu pracy itp. nie mniej korzystnych niż te, jakie strona zapewnia swoim własnym obywatelom. Każda ze stron Konwencji nr 143 jest zobowiązana do wstrzymania potajemnych ruchów migracyjnych i nielegalnego zatrudniania migrantów. Strony powinny współdziałać w tej sprawie.
Prawo zrzeszania, głosowania i kandydowania w wyborach samorządowych dla cudzoziemców stale i legalnie zamieszkujących w danym państwie zapewnia Rada Europy w konwencji 1992, obowiązującej od 1997 r. Należy do niej 9 państw, 4 podpisały ją bez ratyfikacji.
Zgromadzenie Ogólne Narodów Zjednoczonych 15 listopada 2000 r. uchwaliło Protokół przeciwko przemytowi migrantów drogą lądową, morską i powietrzną. Przemyt migrantów oznacza organizowanie, w celu uzyskania, bezpośrednio lub pośrednio, korzyści finansowej lub innej korzyści o charakterze materialnym, nielegalnego wjazdu osoby na terytorium Państwa-Strony, którego taka osoba nie jest obywatelem lub w którym nie posiada stałego miejsca zamieszkania. Każda ze Stron zobowiązuje się do ułatwienia i przyjęcia z powrotem, bez zbędnej zwłoki, osób przemycanych, które są jego obywatelami lub posiadają prawo stałego pobytu na jego terytorium w chwili ich powrotu. Strona ta powinna zapewnić, by powrót migrantów odbył się w sposób zorganizowany oraz z należytym poszanowaniem ich bezpieczeństwa i godności. Protokół nie narusza praw ani zobowiązań państw i osób wynikających z prawa międzynarodowego, w tym prawa humanitarnego czy ochrony praw człowieka, zwłaszcza Konwencji z 1951 r. i Protokołu z 1967 r. o uchodźcach oraz zawartej w nich zasady niewydalania.
Strony powinny rozstrzygać spory dotyczące interpretacji lub stosowania Protokołu w drodze negocjacji. Spór którego w rozsądnym czasie nie zdołano rozstrzygnąć, zostanie, na wniosek jednej ze Stron, przekazany do arbitrażu. Jeśli w ciągu 6 miesięcy od daty wniosku o arbitraż Strony nie zdołają uzgodnić procedury arbitrażowej, wówczas każda ze Stron może przedłożyć spór Międzynarodowemu Trybunałowi Sprawiedliwości (art. 20 Protokołu).

## Ekonomiczne efekty migracji

### Imigracja
Ocena ekonomicznych skutków imigracji jest złożonym, trudnym do zbadania zagadnieniem. Analiza tego zjawiska w Stanach Zjednoczonych opublikowana przez Congressional Budget Office w 2007 r. generalnie uznaje imigrację, legalną i nielegalną, za złożone i raczej korzystne zjawisko: „W ciągu dwóch minionych dekad, większość prób oszacowania fiskalnego wpływu imigracji do Stanów Zjednoczonych skonkludowała, że ogólnie i długoterminowo, dochody podatkowe generowane przez imigrantów – zarówno legalnych, jak i nieautoryzowanych – są większe, niż koszty usług z których korzystają”. Obszerna publikacja National Academy of Sciences z 2016 r. po przeglądzie badań i danych stwierdza, że efekt ten zależy znacząco od charakterystyki imigrantów i kraju docelowego. O ile zaobserwowano, że imigranci w pierwszym pokoleniu generują koszty netto, modele uwzględniające realne założenia wskazują, że już w drugim pokoleniu imigracja jest korzystna fiskalnie. W pewnych modelach już pierwsze pokolenie odpowiada za mniej niż 4% wydatków, stanowiąc ponad 17% ogólnej populacji kraju. Wynik ten poprawiają w szczególności kohorty młodych i lepiej wykształconych migrantów w ostatnich dekadach, w zgodzie z koncepcją drenażu mózgów i starzenia się społeczeństw rozwiniętych. W ogólnym ujęciu, imigranci wytwarzają w USA średnio mniej kosztów i więcej zysków niż populacja miejscowa.
Imigracja oznacza zwiększoną rywalizację o niektóre miejsca pracy, w szczególności fizycznej i nisko wykwalifikowanej, ale również ogólny wzrost produktywności. Według badań, większa imigracja wiąże się z wyższymi średnimi pensjami w kraju i wzrostem liczby miejsc pracy netto o 1,2 per capita. Nowi imigranci są konkurencją głównie wobec innych, już obecnych, imigrantów. Dla lokalnego społeczeństwa są znacząco korzystni, tworząc nowe miejsca pracy oraz podnosząc płace i PKB. Zaobserwowano to np. w danych z naturalnych eksperymentów w Kalifornii, Miami, i wśród uchodźców z lat 1991–2008 w Danii, 1975–1980 i 2000–2012 w USA, oraz wśród uchodźców z Rwandy w Tanzanii. W części badań wykazano wywołany imigracją wzrost lokalnych płac, popytu i eksportu, oraz zmniejszenie nierówności społecznych. W Europie Zachodniej i krajach nordyckich, zarówno imigranci z Europy, jak i krajów Azji Środkowej, Bliskiego Wschodu i Północnej Afryki, w przypadku większości grup z lat 1993–2007 w ciągu 5–15 lat zbliżyli się poziomem zatrudnienia do miejscowych.
Ponadto imigranci – szczególnie nielegalni – są według wielu analiz związku imigracji z przestępczością średnio znacząco mniej skłonni do łamania prawa, a także w dużo mniejszym korzystają ze świadczeń publicznych, ze względu na swoje niepewne położenie. Badanie z 2017 r. obejmujące dane z lat 1970–2010 z 200 losowo wybranych metropolii w USA stwierdza, że wzrost odsetka imigrantów współwystępował ze spadkiem lokalnej przestępczości.
Ankiety przeprowadzone wśród ekonomistów wskazują na wysoki poziom zgody co do pozytywnych efektów migracji. W szczególności zgoda dotyczy migracji osób wysoko wykwalifikowanych, np. w amerykańskim programie wizy H1B. Ich napływ znacząco obniża ceny towarów, oraz podwyższa płace i dobrobyt miejscowych pracowników. W mniejszym stopniu dotyczy to również nisko wykwalifikowanej siły roboczej.
Znanym ekonomistą relatywnie krytycznym wobec migracji jest George J. Borjas. Jego analizy przedstawiają problem w sposób niejednoznaczny – wykazując efekty ekonomiczne netto negatywne. Jego wyniki były podawane krytyce metodologicznej. Badanie z 2016 r. dotyczące imigracji z Czech do Niemiec wskazało na możliwe negatywne skutki napływu pracowników np. na przedwczesne przechodzenie na emerytury miejscowych robotników. Opublikowano także analizę skutków imigracji do Wielkiej Brytanii, sugerujące w ogólnym bilansie neutralne lub nieznacznie negatywne efekty zjawiska. Neutralne efekty zaobserwowano także w przeglądzie obejmującym kraje Europy Północnej.
Libertariański think tank Cato Institute w publikacji powołującej się na stanowisko Miltona Friedmana argumentuje na korzyść liberalizacji polityki imigracyjnej w USA. Milton Friedman zauważył, że o ile legalna imigracja do państw opiekuńczych może być kosztowna, nielegalna imigracja jest jednoznacznie pozytywna i motywowana przede wszystkim chęcią do pracy. Według CBO, legalizacja nielegalnych imigrantów w USA przyniosłaby korzyści fiskalne, natomiast ich ogólna deportacja byłaby niekorzystna i kosztowna. Badanie Periego i Chassamboulliego z 2015 r., które modelowało skutki deportacji nielegalnych imigrantów, również sugeruje takie wnioski. Według przeglądu literatury jakiej dokonali autorzy, jest to jedyna analiza poświęcona bezpośrednio temu zagadnieniu.
Według części ekonomistów, takich jak Michael Clemens i Bryan Caplan, optymalną polityką z perspektywy globalnej ekonomii byłoby pełne otwarcie granic i kompensacja ewentualnych lokalnych strat według koncepcji efektywności Kaldora-Hicksa. Z drugiej strony ekonomiści tacy jak George Borjas podają w wątpliwość leżące u podstaw tych wniosków modele.

### Emigracja i drenaż mózgów
Według koncepcji drenażu mózgów, społeczeństwa mogą tracić na emigracji osób wysoko wykwalifikowanych, których wykształcenie dofinansowywały. Część analiz empirycznych sugeruje jednak, że przepływ ludności pomiędzy krajami ma pozytywne netto efekty, ponieważ przyspiesza transfer specjalistycznej wiedzy oraz kapitału do krajów rozwijających się. Analizy Banku Światowego wskazują, że przekazy pieniężne wysyłane przez emigrantów do rodzin w krajach pochodzenia znacząco wpływają na redukcję globalnych nierówności ekonomicznych i rozwój krajów Trzeciego Świata. Inne badania sugerują, że zjawisko to może rekompensować i przerastać efekt drenażu mózgów. Analizy zwracają również uwagę, że powracający z emigracji wysoko wykwalifikowani specjaliści przynoszą ze sobą nową wiedzę i znacząco zwiększają kapitał społeczny krajów pochodzenia. Efekt ten zachodzi nawet dzięki samemu utrzymywania kontaktów ludności krajów pochodzenia z emigrantami. Zjawisko to nazywa się, dla odróżnienia od pejoratywnego sformułowania „drenaż”, wymianą, cyrkulacją lub pozyskiwaniem mózgów (ang. brain circulation, exchange, oraz gain).